# Kaldbak
Kaldbak is een dorp dat behoort tot de gemeente Tórshavnar kommuna in het zuidoosten van het eiland Streymoy op de Faeröer. Kaldbak heeft 219 inwoners. De postcode is FO 180. Archeologische opgravingen hebben aangetoond dat Kaldbak al bewoond was in de elfde eeuw. Het dorp werd pas in 1980 aangesloten op het wegennet van het eiland Streymoy.

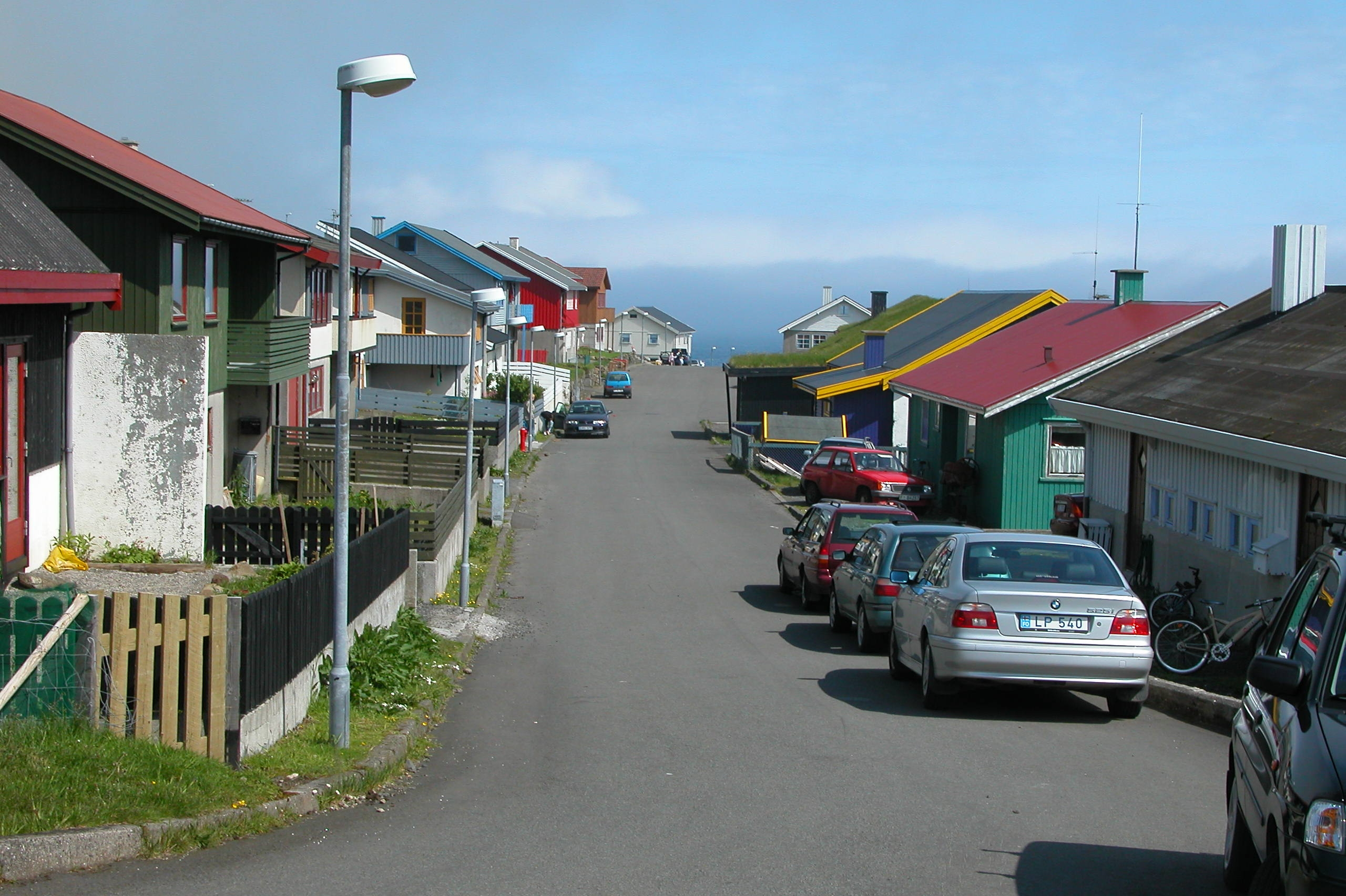
Een straat in Kaldbak